# Park stanowy Antelope Island
Park stanowy Antelope Island (ang. Antelope Island State Park) – park stanowy obejmujący swoim terenem Antelope Island, największą wyspę na Wielkim Jeziorze Słonym w amerykańskim stanie Utah.
Wyspa ma około 24 km długości i w najszerszym miejscu 7,25 km szerokości. Park został ustanowiony w 1969 roku, gdy stan Utah nabył 8,1 km² ziemi w północnej części wyspy z przeznaczeniem na cele rekreacyjne. W 1981 roku stan zakupił pozostałą część wyspy a wraz z nią stado bizonów liczące 250 sztuk. Później powierzchnia parku wynosiła 113,4 km². Brzeg wyspy położony jest na wysokości 1280 m n.p.m., zaś jej najwyższy punkt, Frary Peak, leży na wysokości 2010 m n.p.m. Średnie wyniesienie ponad poziom morza wynosi 1618 m.

## Walory przyrodnicze

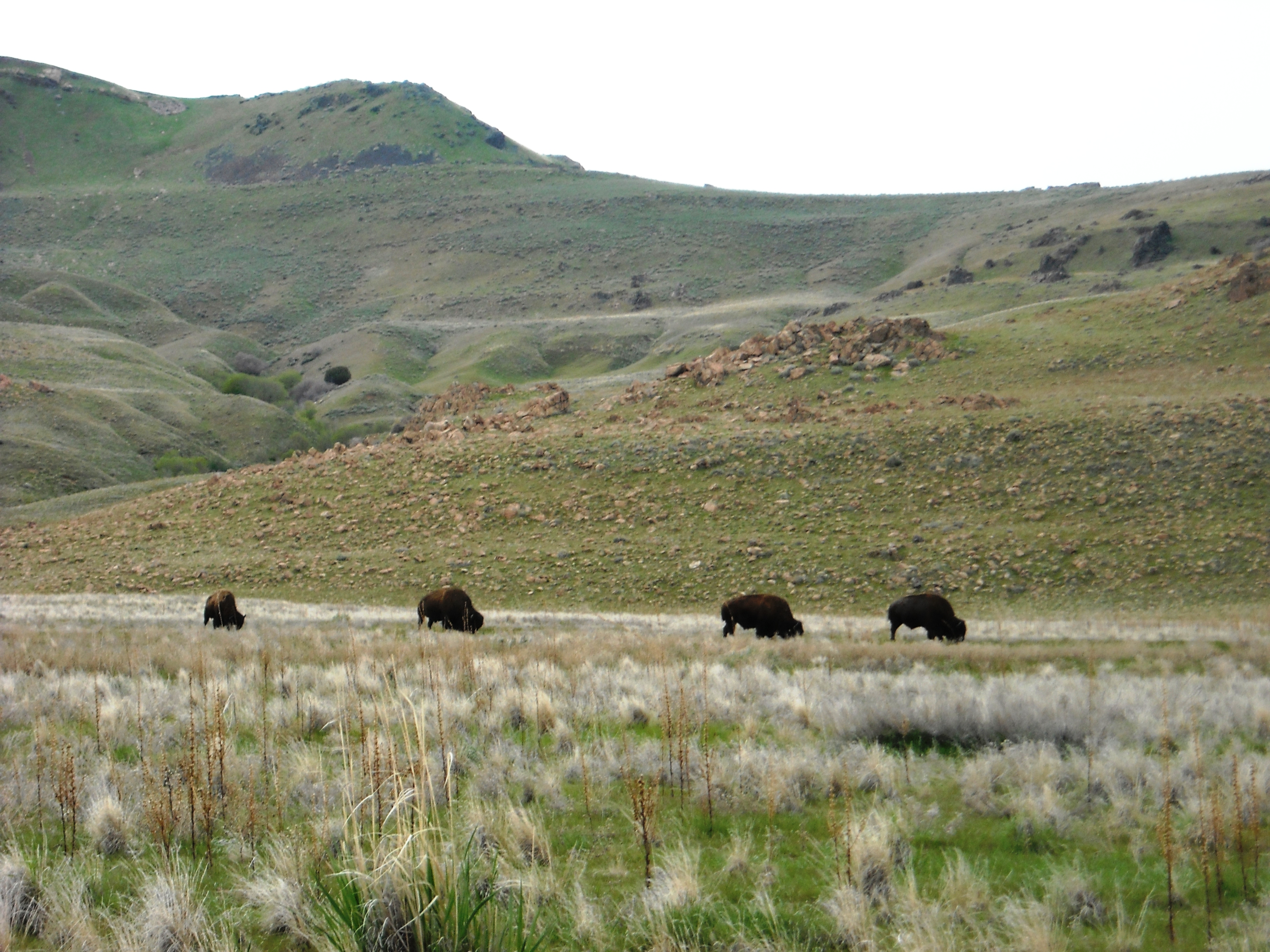
Bizony w parku stanowym Antelope Island

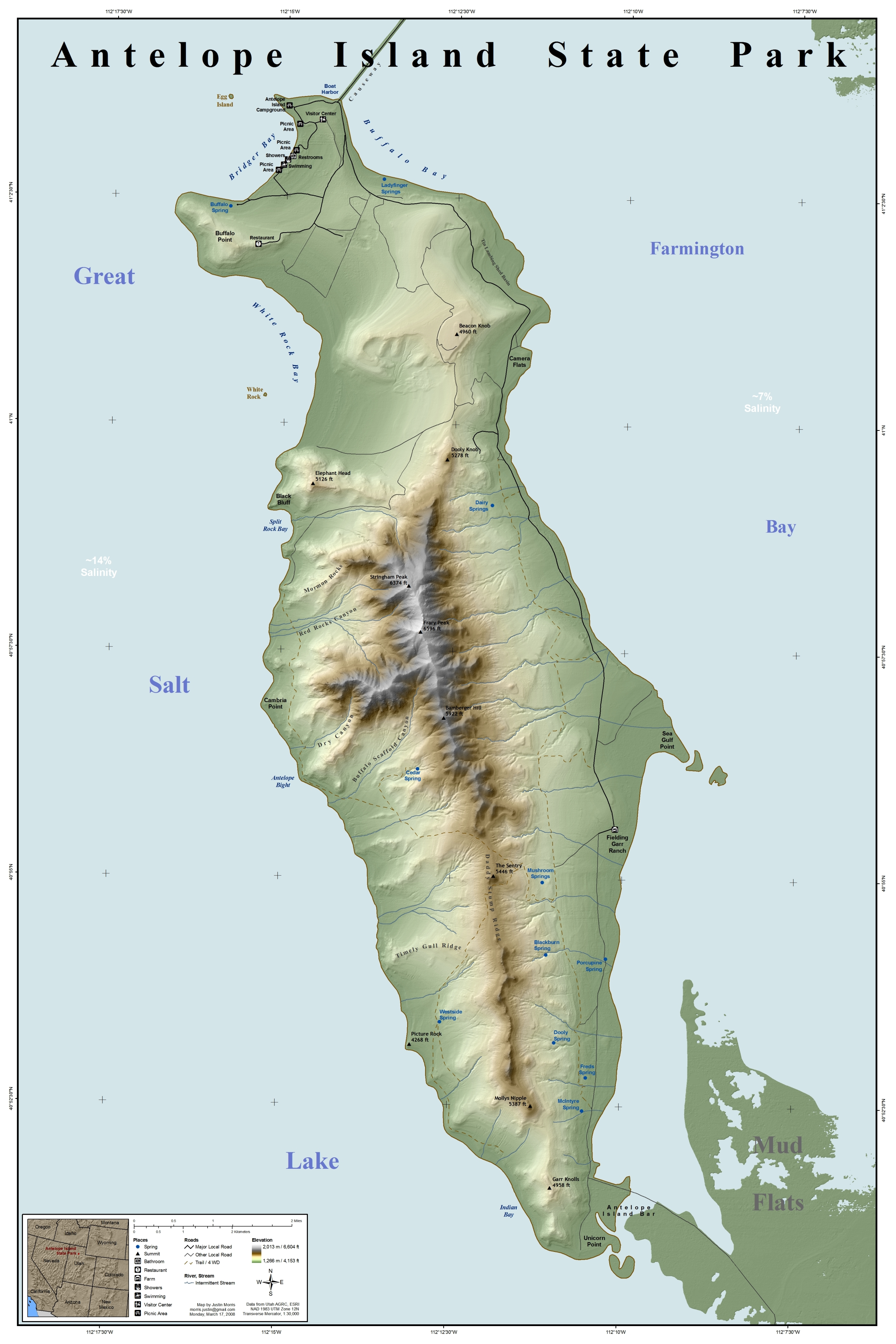
Mapa parku stanowego Antelope Island

Mimo iż wyspa otoczona jest słoną wodą to jednak na wyspie znajduje się ponad 40 źródeł wody słodkiej zdolnej zaspokoić zapotrzebowanie żyjących na niej zwierząt. Ze sprowadzonych na wyspę w 1893 roku dwunastu sztuk bizonów powstało stado bizonów liczące od 550 do 700 sztuk. Ponadto na wyspie żyją antylopy widłorogie, od nazwy których pochodzi nazwa wyspy a będących gatunkiem rodzimym w Utah i na wysoko położonych preriach Ameryki Północnej. Spośród innych zwierząt na wyspie spotkać można między innymi owce kanadyjskie, mulaki, kojoty, borsuczniki i rysie. Ponadto wyspę zamieszkują liczne gatunki ptaków przez co niektóre fragmenty parku, dla ochrony gniazdowania są niedostępne.

## Dojazd do parku

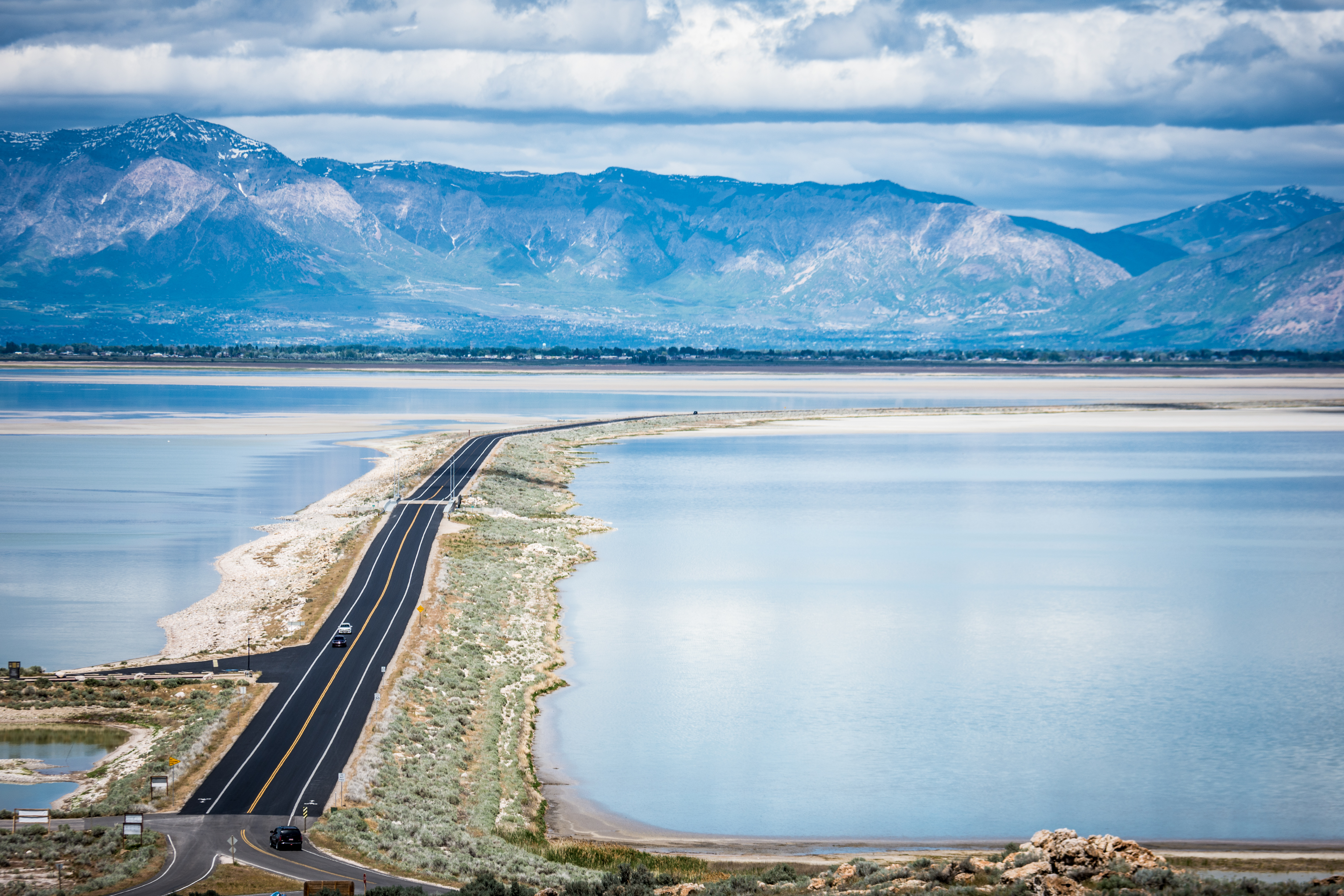
Droga na wyspę

Mimo iż park leży na wyspie, można do niego dotrzeć samochodem. Z autostrady I-15, około 30 mil na północ od Salt Lake City należy zjechać zjazdem numer 332 w drogę stanową 108 w kierunku zachodnim. Po około 7 milach dociera się do wjazdu na teren parku, leżącym na brzegu Wielkiego Jeziora Słonego. Stąd wiedzie siedmiomilowa droga (grobla na jeziorze) wiodąca na północny kraniec wyspy.